# Билдерс, Йоханнес Варнардус
Йоханнес Варнардус Билдерс (нидерл. Johannes Warnardus Bilders; 18 августа 1811, Утрехт — 29 октября 1890, Остербек) — голландский рисовальщик, живописец, акварелист. Предшественник гаагской школы живописи. 

## Жизнь и творчество
Йоханнес Варнардус Билдерс родился в Утрехте в семье Альбертуса Герардуса Билдерса и Элизабет ван Спринген. Его отец был пекарем, но Йоханнес хотел заниматься живописью. Он получил начальные уроки у художника Яна Лодевейка Йонксиса. В 1830 году, во время Бельгийской революции, он вызвался помочь подавить восстание. Он оставался на военной службе в течение нескольких лет, после чего вернулся в Утрехт и возобновил занятия с Джонксисом. В 1834 году в Дартуйзене он женился на Фредерике Штауденмайер (1812—1861) из Германии. В результате этого брака родились Герард Билдерс, который пойдёт по стопам отца, и дочь Каролина, которая вышла замуж за художника Яна де Хааса.
В 1839 и 1844 годах Йоханнес совершал поездки в Германию. В 1940-х годах он регулярно ездил в Гелдерланд и писал на пленэре пейзажи вокруг Вордена, Вольфхезе и Остербека, где семья жила несколько лет. Билдерс обучал, в частности, своего сына Герарда, а также Дирка ван Локхорста, Пауля Йозефа Константина Габриэля и с 1866 по 1869 год Хендрика Виллема Месдага. Антон Мауве, Карл Рохюссен и Виллем Рулофс дополняли пейзажи Билдерса фигурами. Из-за большого количества художников Остербек позднее стали называть «голландским Барбизоном». Поэтому Билдерса считают предшественником художников гаагской школы.
В 1852 году Билдерс стал членом Амстердамской королевской академии искусств. Он регулярно участвовал в выставках не только в Нидерландах, но и в международных экспозициях в Брюсселе, Вене и Филадельфии. Он был удостоен званий кавалера Ордена Дубовой Короны (1860) и Ордена Нидерландского Льва (1880).
С 1875 года Билдерс обучал живописи Марию Филиппину (Марию) ван Боссе (1837—1900), дочь министра Питера Филиппа ван Боссе. Они поженились в 1880 году в Гааге. Супруги поселились в Остербеке. В этом же городе Билдерс скончался в 1890 году в возрасте семидесяти девяти лет.

## Галерея

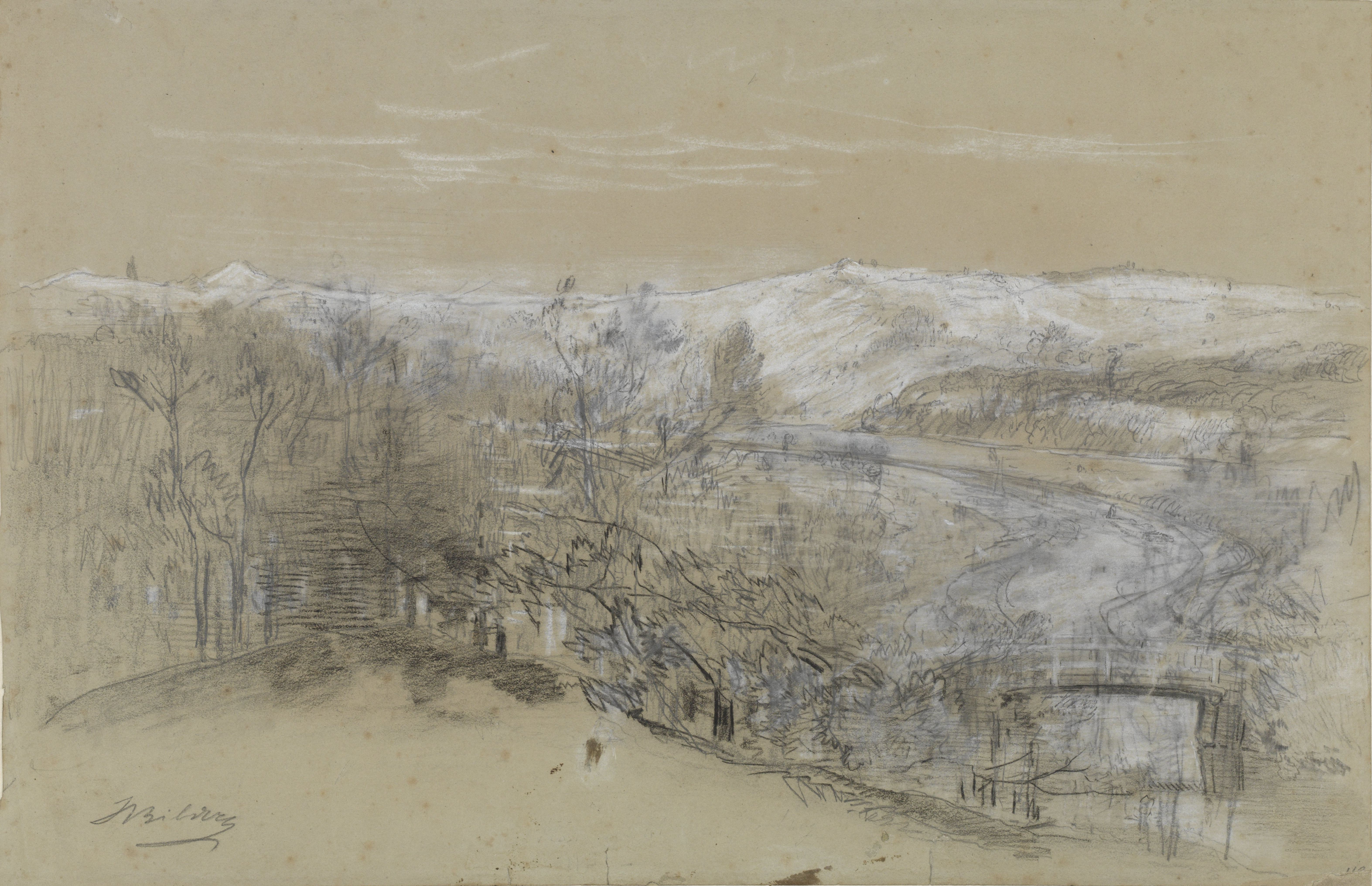
Вид на Зандберг, Блёмендаль, Нидерланды. Бумага, карандаш, перо, чернила, мел. Рейксмюсеум, Амстердам
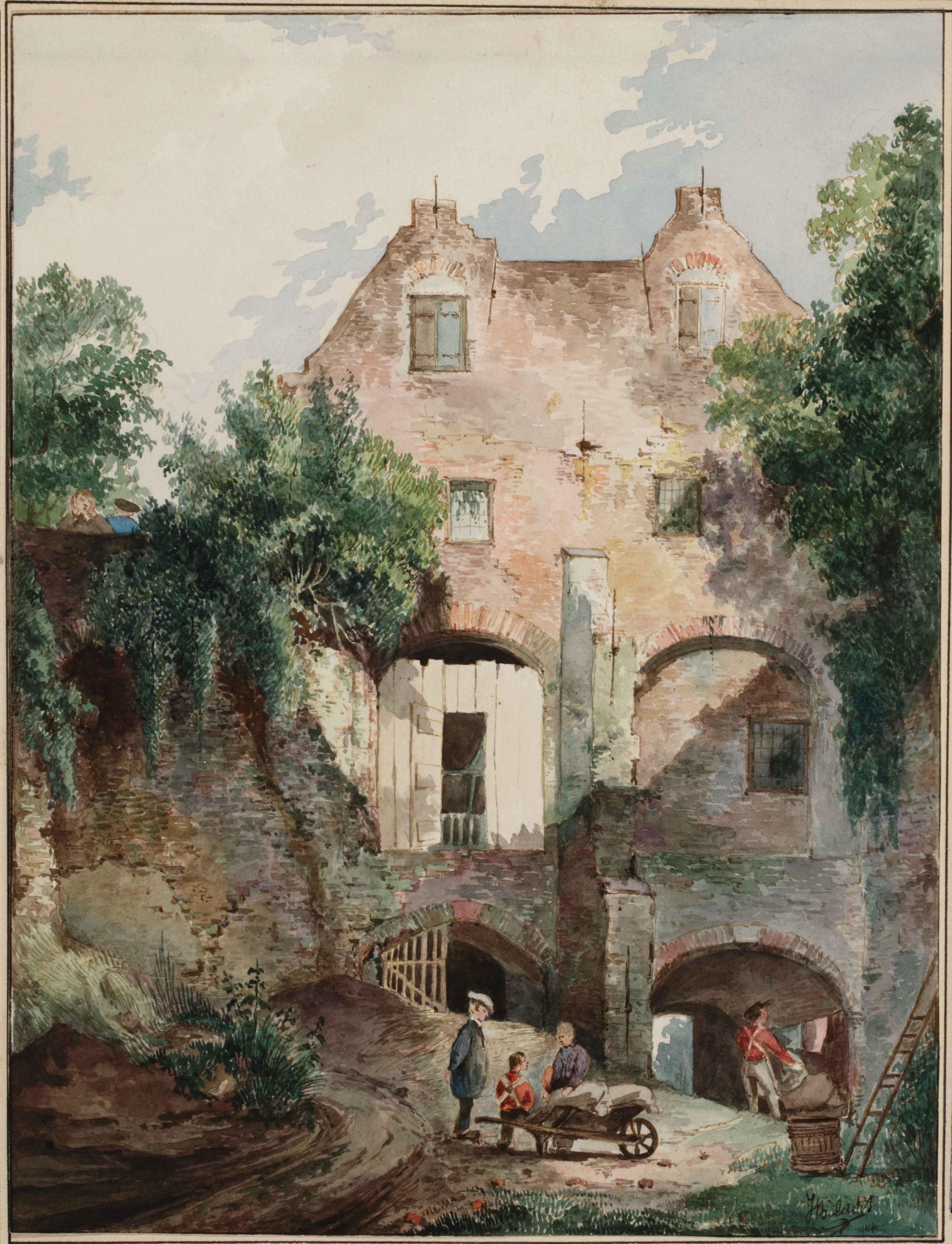
Вид на бастион Штерренбург в Утрехте на орудийные погреба с северной стороны дома. Бумага, акварель. Архивы Утрехта
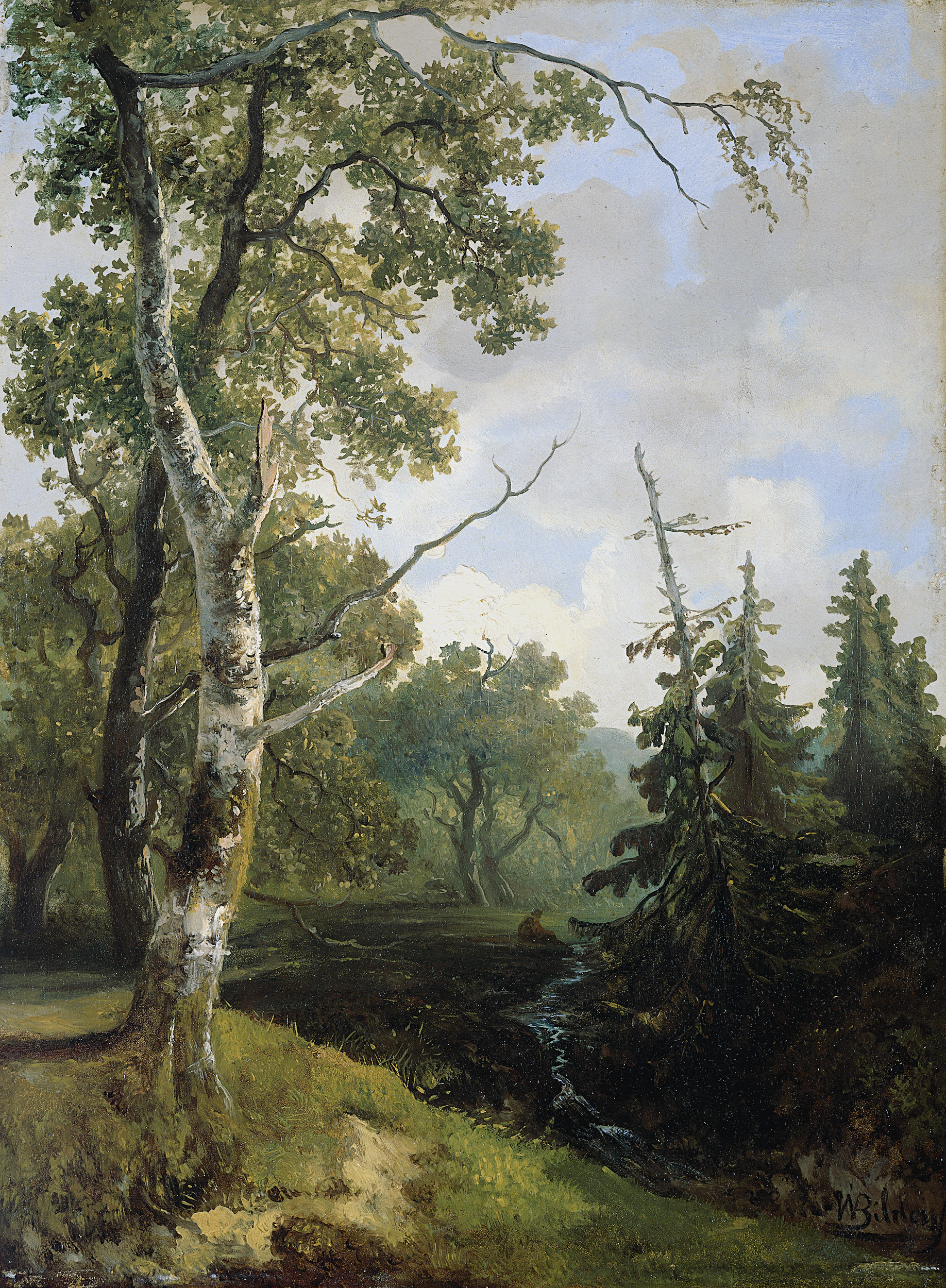
Лес возле Вольфхезе с небольшим ручьём между соснами. Между 1860 и 1890. Дерево, масло. Рейксмюсеум, Амстердам
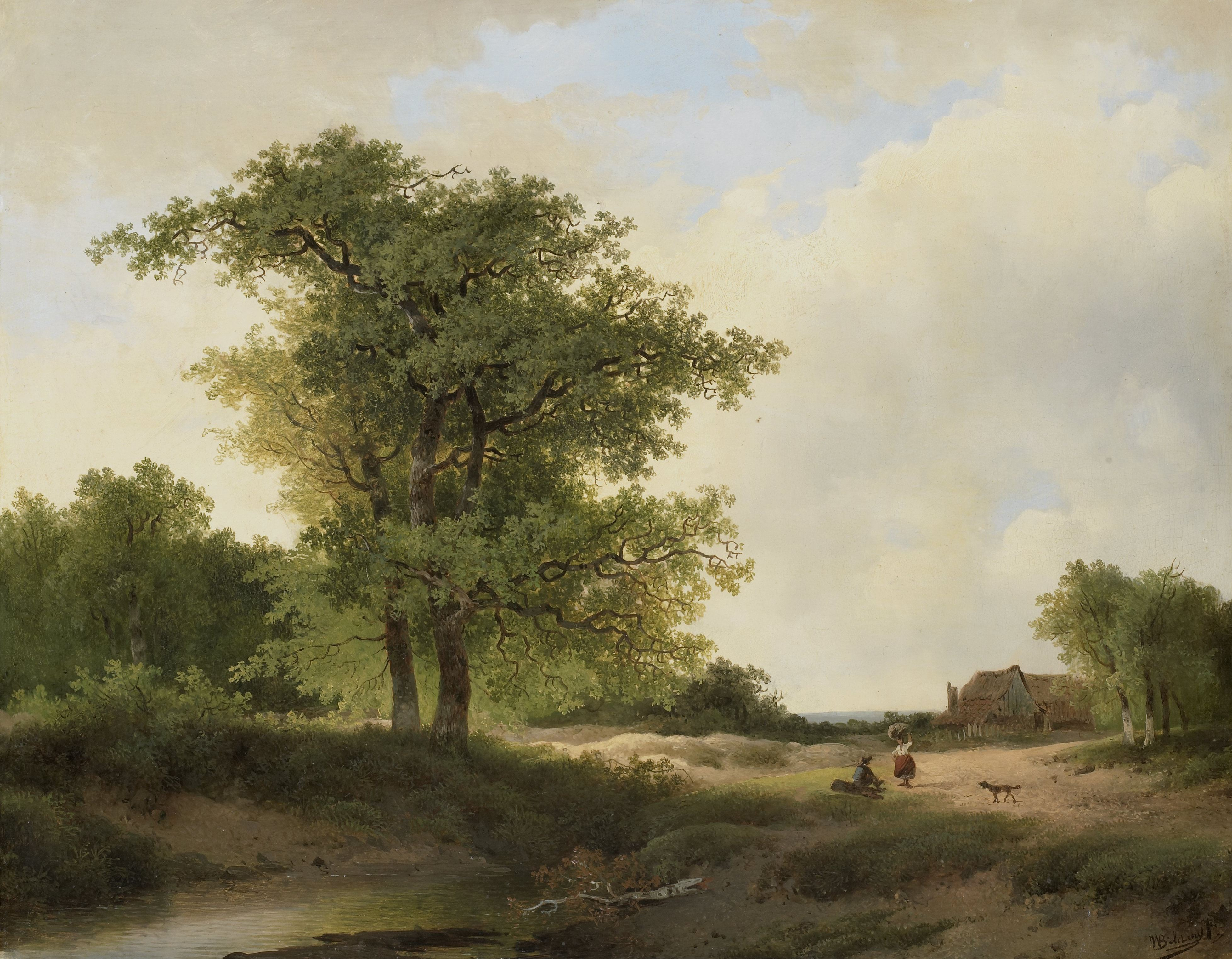
Пейзаж с фермерским домом. Между 1860 и 1890. Дерево, масло. Рейксмюсеум, Амстердам
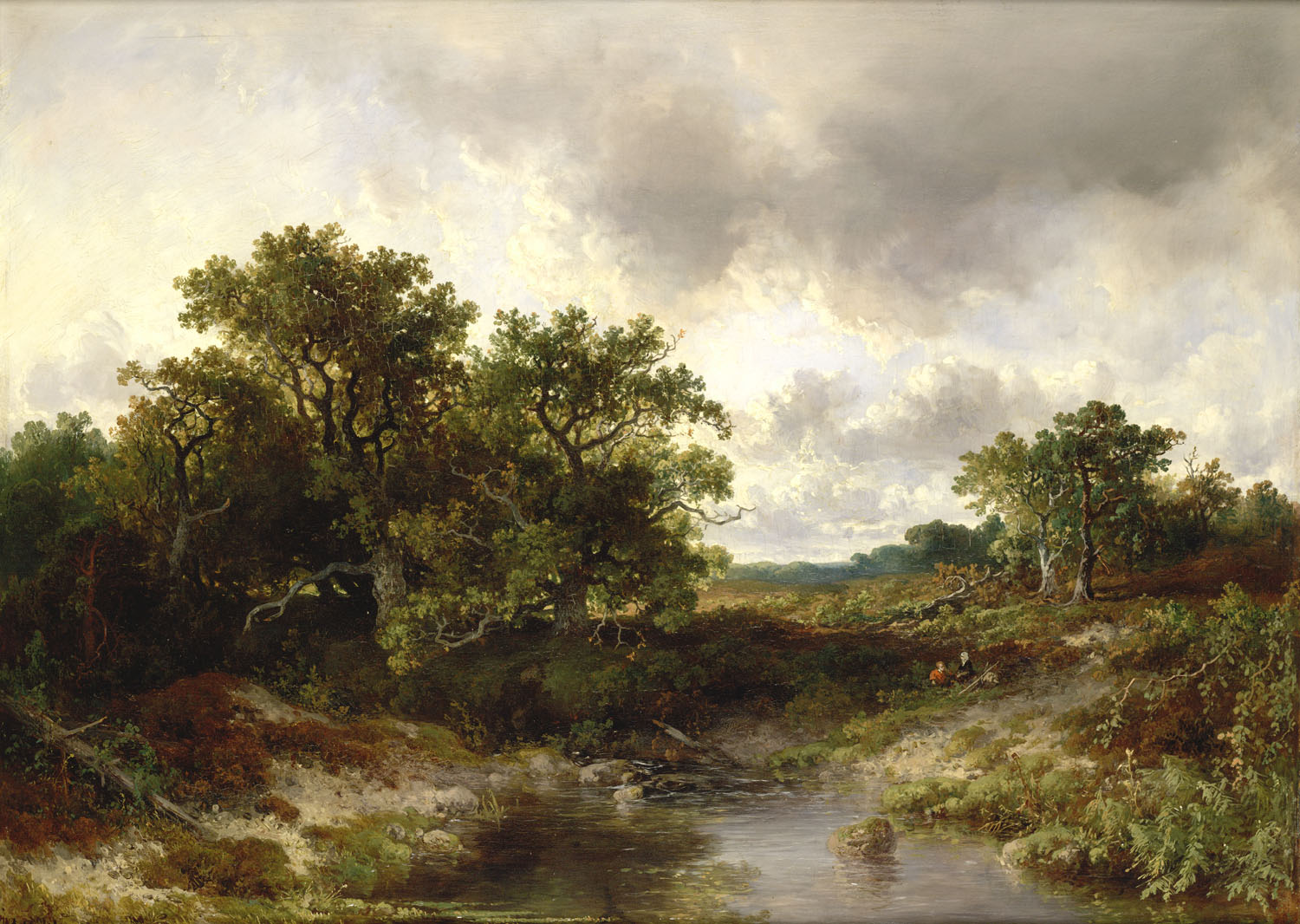
Пейзаж Вольфхезена. Между 1860 и 1875. Дерево, масло. Музей Тейлора, Харлем
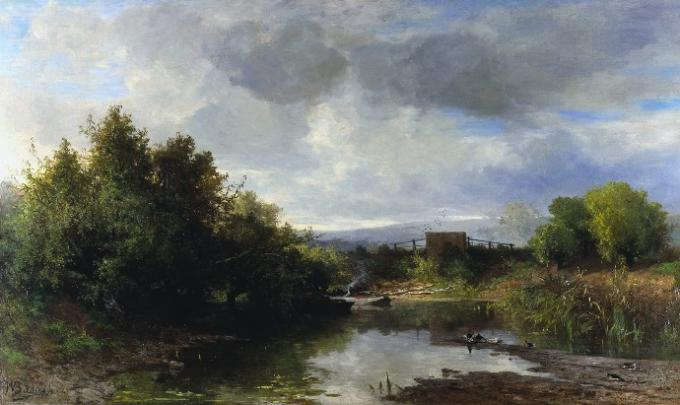
В Оой недалеко от Неймегена. Частное собрание